# Scottish World Invitation Tournament 1958
Das Scottish World Invitation Tournament 1958 im Badminton fand vom 26. bis zum 30. März 1958 in Glasgow statt.

## Finalergebnisse
| Disziplin    | Sieger                                 | Finalist                      | Ergebnis           |
| ------------ | -------------------------------------- | ----------------------------- | ------------------ |
| Herreneinzel | Ferry Sonneville                       | Berndt Dahlberg               | 15-0, 17-14        |
| Herrendoppel | Jørgen Hammergaard Hansen Finn Kobberø | Erland Kops Poul-Erik Nielsen | 15-5, 15-4         |
| Damendoppel  | Margaret Varner Heather Ward           | Judy Devlin Sue Devlin        | 8-15, 18-16, 15-12 |
| Mixed        | Poul-Erik Nielsen Aase Winther         |                               |                    |